# La Parenthèse de sang
La Parenthèse de sang est une pièce de théâtre écrite par l'écrivain congolais Sony Labou Tansi et publiée en 1981 aux éditions Hatier dans la collection Monde Noir et en 2002 par la même maison d'édition,. Cette œuvre dramatique explore les thèmes de la violence, du pouvoir totalitaire, de la liberté et de la condition humaine dans un contexte africain post-colonial. Elle est généralement associée à une réflexion sur l’absurde et la cruauté des régimes oppressifs.

## Résumé
La Parenthèse est une farce ubuesque. Les reîtres d'un gouvernement totalitaire recherchent Libertashio, un rebelle condamné par la Cour martiale, et refusent de croire à l'évidence de sa mort. Ces soldats font irruption dans un village et s’en prennent à la famille du héros, déjà enterré. Dans un climat de fin du monde,  ils martyrisent avec une logique absurde la famille du héros mort, révélant ainsi la brutalité et l’irrationalité du pouvoir. Cette œuvre est généralement publiée avec une autre pièce de Sony Labou Tansi: Je soussigné cardiaque, qui raconte l’histoire de Mallot, un instituteur exécuté pour ses idées personnelles sur la liberté et le respect de soi,,.